# پائولو مالکو
پائولو مالکو (ایتالیایی: Paolo Malco؛ ‏ ۱۰ آوریل ۱۹۴۷ بازیگر اهل ایتالیا است. او بیشتر بابت ایفای نقش در فیلم‌های ترسناک و بعدها در تعداد فراوانی مینی‌سریال ایتالیایی شناخته شده‌است.
از فیلم‌ها یا مجموعه‌های تلویزیونی که وی در آن نقش داشته‌است، می‌توان به افسون،  فرار از برانکس، شماره یک، پدر ماتئو، جنایت‌های شخصی، قتل در گورستان اتروسک، گربه چشم‌یشمی و سازمان مخفی آسیزی اشاره کرد.